# عنکبوت سرخ
عنکبوت سرخ (لهستانی: Czerwony pająk) فیلمی دلهره‌آور به کارگردانی مارچین کوشائوکا است که در سال ۲۰۱۵ منتشر شد.

## گزیدهٔ بازیگران
- آدام ورونوویچ
- یولیا کیوفسکا
- ماوگوژاتا فورمنیاک
- فیلیپ پوآویاک
- رافائو مور
- نیکودم رزبیتسکی
- شیمون پیوتر وارشافسکی